# Delio Gamboa
Delio Gamboa Rentería (* 28. Januar 1936 in Buenaventura; † 23. August 2018 in Cali) war ein kolumbianischer Fußballspieler. Der Linksaußen nahm mit der kolumbianischen Nationalmannschaft an der Fußball-Weltmeisterschaft 1962 in Chile teil.

## Karriere

### Verein
Delio „Maravilla“ Gamboa war ein kolumbianischer Fußballspieler, der als Linksaußen und Mittelstürmer brillierte. Seine Karriere begann er im Alter von 19 Jahren in der Auswahl von Valle del Cauca, mit der er 1956 Landesmeister wurde, zusammen mit den ebenfalls später erfolgreichen Spielern Marino Klinger und Alberto „Cóndor“ Valencia. Berühmt wurde die Mannschaft unter dem Namen „llave negra“ (dt: schwarzer Schlüssel), besonders nach einem 1:1 gegen das argentinische Top-Team River Plate mit Omar Sívori.
1957 gab Gamboa sein Profidebüt bei Atlético Nacional, bevor er 1959 zum mexikanischen Klub CD Oro wechselte. Dort wurde er zweimal in Folge zum besten ausländischen Spieler der Liga gewählt. Ab 1961 spielte er für die Millonarios, gewann vier Meisterschaften in Serie sowie den Pokal 1963. Später folgten Engagements bei Santa Fe, Once Caldas, Deportes Tolima und erneut den Millonarios, mit denen er 1973 Vizemeister wurde und das Halbfinale der Copa Libertadores erreichte.

### Nationalmannschaft
Gamboa debütierte im März 1957 in der Nationalmannschaft beim Campeonato Sudamericano 1957. Er erzielte in fünf Spielen drei Tore, was zum fünften Platz der sieben Teilnehmer reichte. Anschließend spielte er bei der Qualifikation zur Weltmeisterschaft 1958, qualifizierte sich aber mit Kolumbien nach einem Unentschieden und drei Niederlagen nicht für das Turnier in Schweden. Vier Jahre später qualifizierte sich Kolumbien für die Weltmeisterschaft in Chile. Gamboa gehörte zum Weltmeisterschaftskader und kam bei der 1:2-Niederlage im ersten Gruppenspiel zum Einsatz. Die Cafeteros schieden in der Gruppenphase mit einem Punkt aus drei Spielen aus.
Beim Campeonato Sudamericano 1963 erzielte Gamboa in fünf Spielen zwei Treffer, belegte mit Kolumbien aber nur den siebten und letzten Turnierplatz. Vier Jahre später beim Campeonato Sudamericano 1967 scheiterte Kolumbien in der Qualifikationsrunde an Chile. Diese beiden Spiele Ende 1966 waren die letzten Länderspiele für Gamboa, der in insgesamt 23 Partien für Kolumbien sechs Tore erzielte.

## Erfolge
Millonarios FC
- Kolumbianischer Meister: 1961, 1962, 1963, 1964
- Kolumbianischer Pokalsieger: 1963

Santa Fe
- Kolumbianischer Meister: 1966